# Stade Eugène-Pourcin
Das Stade Eugène-Pourcin ist das Fußballstadion des 2009 aus ES Fréjus und Stade Raphaëlois neugegründeten Vereins Étoile Fréjus-Saint-Raphaël. Die Spielstätte liegt in der südostfranzösischen Stadt Fréjus im Département Var in der Region Provence-Alpes-Côte d’Azur. Im 1947 erbauten Stadion finden insgesamt 2.500 Zuschauer Platz. Auf der Haupttribüne René Félix mit einer Holzüberdachung, erbaut 1960, stehen 600 Sitzplätze bereit. Der Name des Stadions geht auf einen ehemaligen Spieler zurück; der zusammen mit zwei weiteren Clubkollegen im Dezember 1959 bei der Katastrophe von Malpasset ums Leben kam.    
Im Juli 2014 wurde das Stadion abgerissen, da es nicht mehr den Standards entsprach.